# C/2022 E3 (ZTF)
Pour les articles homonymes, voir ZTF et Comète ZTF.
C/2022 E3 (ZTF) est une comète à longue période qui a été découverte par le Zwicky Transient Facility le 2 mars 2022. Elle a atteint son périhélie le 12 janvier 2023, à une distance de 1,11 ua, et sa position la plus proche de la Terre le 1er février 2023, à une distance de 0,28 ua. On s'attendait à ce que la comète devienne plus brillante que la magnitude 6 tandis que sa magnitude absolue est estimée à 10,5 au début de février 2023. Il s'agit d'une comète ordinaire du nuage de Oort, laquelle avait dû y rester durant plusieurs milliards d'années.

## Observations
C/2022 E3 (ZTF) a été découverte par les astronomes Bryce Bolin et Frank Masci à l'aide du Zwicky Transient Facility (ZTF) dont Masci était le directeur le 2 mars 2022,,. Par prudence et précaution, Bolin a demandé au Centre des planètes mineures de vérifier sa découverte, surtout sur sa nature, une comète ou un astéroïde. Or, leur système sophistiqué présentait déjà 85% de probabilité d'une nouvelle comète. Quelques jours plus tard, le centre a observé l'existence du noyau. Lors de sa découverte, la comète avait une magnitude apparente de 17,3 et était à environ 4,3 ua du Soleil ainsi que 4,9 ua de la Terre. Les observations ultérieures ont révélé une chevelure condensée, confirmant qu'il s'agissait d'une comète,.
À la suite de cette découverte, cet objet a été cherché dans les archives qui possèdent les observations effectuées auparavant. La première détection remonte, en fait, le 25 octobre 2021, selon la base de données conservée auprès du Jet Propulsion Laboratory de NASA,.
Début novembre 2022, la comète avait atteint la magnitude 10. Celle-ci présentait à ce moment-là une chevelure de couleur verte, une queue de poussière jaunâtre et une faible queue ionisée. La comète était visible en début de soirée et a commencé à être visible dans le ciel du matin fin novembre. Le 19 décembre, la chevelure était devenue verdâtre, avec une courte et large queue de poussière et une longue et faible queue ionisée s'étendant sur un champ de vision d'une largeur de 2,5 degrés. La comète a ensuite commencé à se déplacer vers le nord, passant par le Bouvier, le Dragon et la Petite Ourse, à environ 10 degrés de l'Étoile polaire.

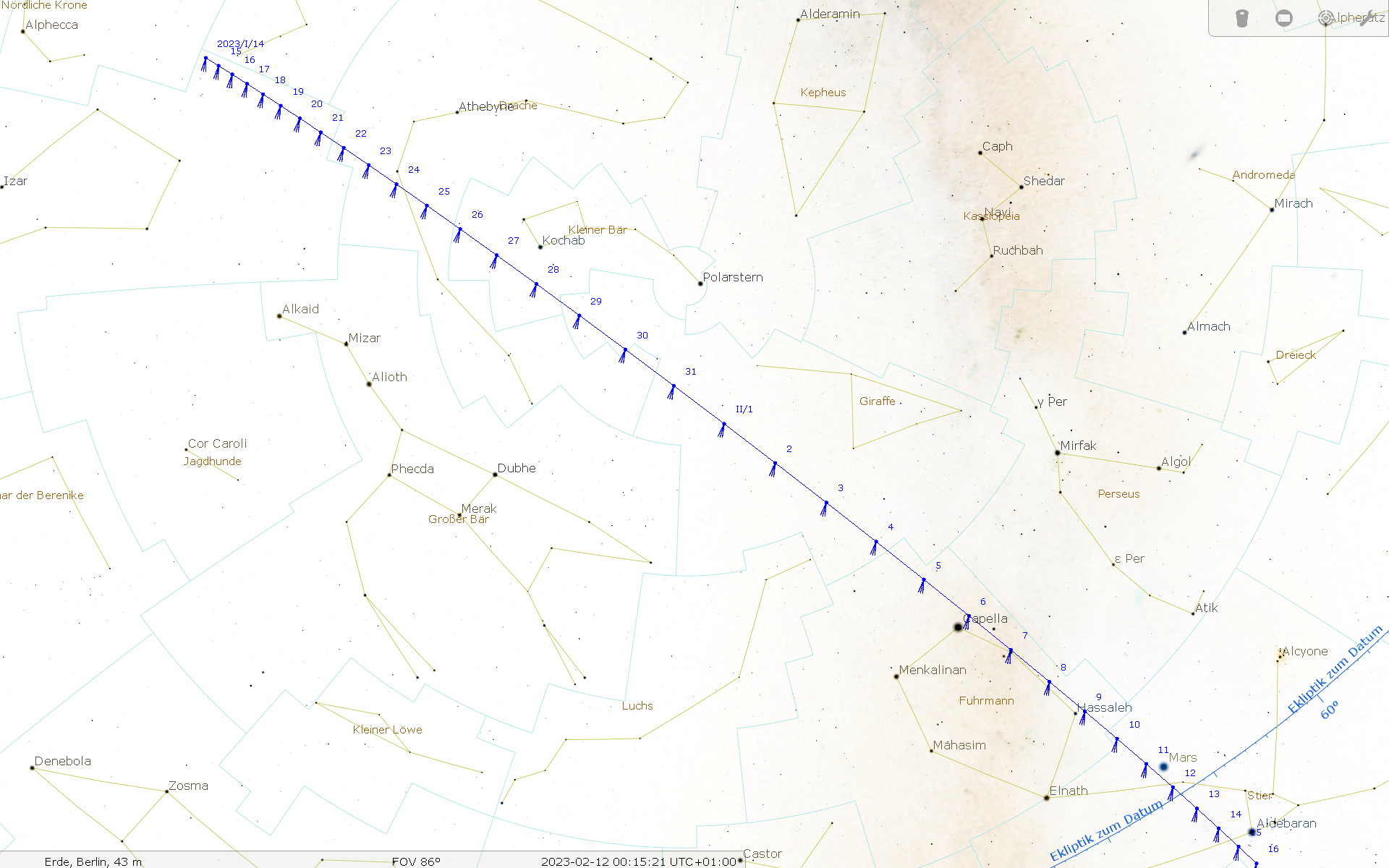
Positions de la comète C/2022 E3 (ZTF) dans le ciel étoilé entre le 14 janvier 2023- en astronomie et le 16 février 2023 en astronomie.

La comète a atteint son périhélie le 12 janvier 2023, à une distance de 1,11 ua. Son passage au plus près de la Terre a eu lieu le 1er février 2023, à une distance de 0,28 ua, date à laquelle elle paraissait se situer près du pôle nord céleste, dans la constellation de la Girafe. On s'attendait à ce que la comète devienne plus lumineuse que la magnitude 6 et devienne ainsi visible dans de petits instruments depuis un site au ciel sombre, apparaissant comme une tache dans le ciel,,.
| Date et heure    | Distance par rapport à la Terre (ua) | Distance par rapport au Soleil (UA) | Vitesse par rapport à la Terre | Vitesse par rapport au Soleil (km/s) | Intervalle d'incertitude[pas clair] (à 3-sigma) | Référence |
| ---------------- | ------------------------------------ | ----------------------------------- | ------------------------------ | ------------------------------------ | ----------------------------------------------- | --------- |
| 2023-02-01 17:54 | 0,2839                               | 1,159                               | 57,4                           | 39,1                                 | ± 1 200 km                                      | Horizons  |

Le 1er février, jour de son passage près de la Terre, la magnitude oscillait entre 4 et 5. La société astronomique de France donne la magnitude maximale 5,1, pour les observations entre le 31 janvier et le 2 février. Simultanément, la comète semble avoir commencé à subir des modifications chimiques avec des couleurs de queue  passant au jaune et au blanc. En outre, le 23 janvier à 2h, le plan orbital est croisé par la Terre. En ce jour-là, certaines observations signalent le phénomène de l'anti-queue. En fait, il s'agit d'une partie de la queue de poussières de C/2022 E3 alors que la queue qui est allongée et toujours observée se compose de gaz ionisé,,.
En profitant de cet événement rare, ont lieu de nombreuses observations scientifiques, desquelles les analyses sont attendues. Ainsi, la première participation du télescope spatial XMM-Newton, mis en place par l'Agence spatiale européenne, mais C/2022 E3 ne produit guère l'émission en rayon X, en dépit de la prévision des scientifiques selon la couleur verte.
Dans l'analyse chimique, les observations constatent que cette comète contient pleine d'eau et de composés de carbone.

## Galerie
| |
| C2022 E3 (ZTF), prise le 10 janvier 2023 par un membre du département Galileo Galilei (physique et astronomie) auprès de l'université de Padoue. La comète approchait à son périhélie. Les couleurs des étoiles sont celles des filtres, successivement utilisés. Il s'agit de l'effet du mouvement de C/2022 E3 qui bouge assez vite. |

| |
| Image de son anti-queue prise au soir du 23 janvier 2023. Phénomène conformément à la théorie : 24h auparavant, la Terre croise le plan orbital de la comète. Il s'agit d'une confirmation de l'observatoire astronomique de Palerme (Institut national d'astrophysique). |

| |
| C/2022 E3 (magnitude 6,2) avec Mars ; image prise le 12 février 2023 par l'observatoire Ckoirama de l'université d'Antofagasta. |

|                                                                            |
| Position du 11 février ; la comète se déplaçait vers Aldébaran (à droite). |

En février 2023, la position apparente de la comète dans le ciel se rapproche de celle de plusieurs objets très lumineux : d'abord, Capella du 6 février, puis le 11 février la planète Mars, elle-même proche des Pléiades ; enfin, le 15 février, C/2022 E3, l'étoile Aldébaran.

## Couleur

Raie de Swan observée avec plusieurs comètes, notamment C/2022 E3. Le carbone diatomique est le responsable de la couleur verte.

La couleur verte est due à la présence de carbone diatomique, principalement autour de la tête de la comète. Il s'agit d'un phénomène physique, connu comme fluorescence. La molécule C2, lorsqu'elle est excitée par le rayonnement ultraviolet solaire, émet majoritairement dans l'infrarouge mais son état triplet rayonne à 518 nanomètres. Il est produit par photolyse de matières organiques évaporées du noyau. Elle subit ensuite une photodissociation, avec une durée de vie d'environ deux jours, donc la lueur verte apparaît dans la tête de la comète mais pas dans la queue,.

## Période
Avant de s'approcher du Soleil et de la Terre, C/2022 E3 était passée le 29 mai 2020 à 1,177 unités astronomiques (150 millions de km) de Saturne.
Les scientifiques considéraient, après la découverte, que cette comète posséderait 50 000 ans (± 3 000 ans) de période orbitale. En d'autres termes, elle serait passée près de la Terre il y a 50 000 ans aussi.
Toutefois, en perdant ses matériaux près du Soleil et en subissant l'effet de la gravité, une comète peut connaître le changement de l'orbite. Alors que C/2022 E3 n'avait que 17,6 km/s de vitesse en mai 2020, cette comète est en train de s'éloigner à toute vitesse, observée désormais à 57,4 km/s, en janvier 2023. La trajectoire actuelle suggère qu'après avoir dépassé l'orbite de Neptune en 2030 selon le calcul du Jet Propulsion Laboratory, C/2022 E3 quittera définitivement le système solaire.

## Compte-rendu
Le 22 février 2023, avec plusieurs photographies d'observation, un compte-rendu fut révélé par Nicolas Biver, astronome à l'observatoire de Paris et président de la commission des comètes auprès de la société astronomique de France .